# Petauroides armillatus
Petauroides armillatus is een zoogdier uit de familie van de kleine koeskoezen (Pseudocheiridae). De wetenschappelijke naam van de soort werd voor het eerst geldig gepubliceerd door Oldfield Thomas in 1923.

## Uiterlijke kenmerken
De soort ligt qua grootte tussen P. volans en P. minor. Het is qua lichaamslengte vergelijkbaar met P. minor, maar qua oorlengte vergelijkbaar met P. volans. Het meest onderscheidende kenmerk van deze soort is zijn zilverbruine vacht, met een crèmekleurige buik en donkerbruin gezicht, poten en staart.

## Taxonomie
Deze soort werd lang als synoniem van de reuzenkoeskoes (Petauroides volans) gezien, maar werd in 2020 als aparte soort beschouwd op basis van genetisch en morfologisch onderzoek.

## Voorkomen
De soort komt voor in oostelijk Queensland, van Townsville tot Brisbane. Mogelijk komt de soort nog zuidelijker voor maar door een tekort aan gegevens uit New South Wales is de begrenzing tussen deze soort en Petauroides volans onduidelijk.